# Áreas protegidas de Pakistán

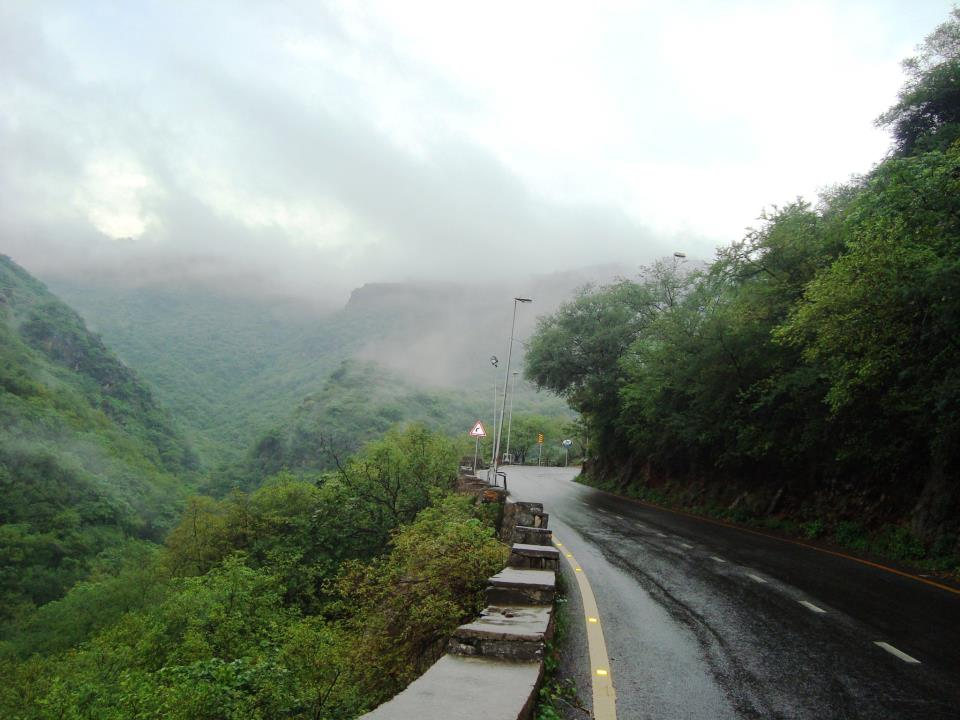
Parque nacional Colinas de Margalla

En Pakistán hay 178 áreas protegidas que cubren 98.000 km², el 12,3 por ciento del territorio, además de 1.700 km² de áreas marinas, el 0,77 por ciento de los 222.744 km² que corresponden a Pakistán. Del total, 14 son parques nacionales, 66 son reservas de caza, 77 son santuarios de vida salvaje, 1 es una reserva privada y 7 corresponden a otra denominación. De estas, 1 es una reserva de la biosfera de la Unesco (Parque nacional de Lal Suhanra) y 19 son sitios Ramsar.

## Parques nacionales
- Parque nacional de Ayub
- Parque nacional de Ayubia
- Parque nacional de Chinji
- Parque nacional de Chitral Gol
- Parque nacional Colinas de Margalla
- Parque nacional de Deosai
- Parque nacional de Fairy Meadows
- Parque nacional de Hingol
- Parque nacional del Karakoram Central
- Parque nacional de Khunjerab
- Parque nacional de Kirthar
- Parque nacional de Lal Suhanra
- Parque nacional de Lulusar-Dudipatsar
- Parque nacional de Saiful Muluk
- Parque nacional de Toli Pir

## Sitios Ramsar
Anexo:Sitios Ramsar en Pakistán

## BirdLife International
BirdLife International reconoce 55 IBAs (Important Bird & Biodiversity Areas), áreas de importancia para las aves, que cubren 46.701 km² y engloban 611 especies, de las que 32 son especies amenazadas. Además, hay 2 EBAs (Endemic Bird Areas), zonas de aves endémicas: la llanura del Indo y el Himalaya Occidental.